# Oyace
 Oyace  Olaszország Valle d’Aosta régiójának egy községe.

## Földrajza

Oyace község Valle d'Aosta térképén

A vele szomszédos települések: Bionaz, Nus, Ollomont, Quart, Valpelline.